# 国鉄1630形蒸気機関車
1630形は、かつて日本国有鉄道の前身である鉄道省に在籍したタンク式蒸気機関車である。

## 概要
元は、越後鉄道が1912年（明治45年）にドイツのJ.A.マッファイで製造した、2気筒単式で飽和式、車軸配置0-6-0(C)のウェルタンク式15t級蒸気機関車である。運転室の前方に箱状の構造が張り出しているが、これは炭庫である。また、重量配分の関係からシリンダは煙突中心線から前方に位置している。原型では煙室が非常に短かったが、すぐに約1.6倍の長さに拡大された。
本形式は5両（製造番号3672 - 3676）が製造され、1形（1 - 5）と称した。これらが1927年（昭和2年）に越後鉄道の国有化によって鉄道省籍を得たものであるが、この時に鉄道省籍に入ったのは1 - 3の3両のみで、4と5については、1916年（大正5年）に阿波電気軌道（後の阿波鉄道）へ譲渡され、同社の2形（4, 3）となっており、こちらも1933年（昭和8年）に国有化されている。
本来同形であるはずの5両ではあるが、国有化時期の違いによって扱いが異なっている。越後鉄道から国有化された3両については、1630形（1630 - 1632）とされた。これらは買収の翌年に北海道の由仁軌道へ譲渡されることが内定したが、同鉄道は開業に至らず、譲渡話はキャンセルされ、結局1931年（昭和6年）4月に廃車解体された。
阿波鉄道から国有化された2両については、右側の炭庫を延長してサイドタンクとする改造が行われていた。両車は1560形とされる計画であったが、国有鉄道での使用見込みが薄かったため、私鉄時代の形式に阿波鉄道の略号「ア」を付加したア2形（番号不変）とされた。しばらくはそのまま使用されたが、後に牟岐線に移り、1937年（昭和12年）12月に廃車された。その後は、1951年に大宮の鉄道車輛工業構内で3がファンの目に触れたことがあるが、以降の消息は不明である。

## 主要諸元
組立図による原形（バッファ付き）の諸元を記す。
- 全長 : 5,940mm
- 全高 : 3,313mm
- 全幅 : 2,065mm
- 軌間 : 1,067mm
- 車軸配置 : 0-6-0(C)
- 動輪直径 : 800mm（1936年版国鉄形式図では、ア2形は830mmになっている）
- 弁装置 : ワルシャート式（ヘルムホルツ形ではない）
- シリンダー（直径×行程） : 260mm×400mm
- ボイラー圧力 : 12.0kg/cm2
- 火格子面積 : 0.53m2
- 全伝熱面積 : 30.55m2
  - 煙管蒸発伝熱面積 : 27.70m2
  - 火室蒸発伝熱面積 : 2.85m2
- 小煙管（直径×長サ×数） : 44.5mm×2,200mm×90本
- 機関車運転整備重量 : 15.4t
- 機関車空車重量 : 11.9t
- 機関車動輪上重量（運転整備時） : 15.44t
- 機関車動輪軸重（第3動輪上） : 5.28t（この項のみ越後鉄道竣工図による）
- 水タンク容量 : 1.66m3
- 燃料積載量 : 0.60t
- 機関車性能
  - シリンダ引張力（0.85P） : 3,450kg
- ブレーキ装置 : 手ブレーキ、蒸気ブレーキ